# Fritz il gatto (film)
Fritz il gatto (Fritz the Cat) è un film del 1972 diretto da Ralph Bakshi. Primo film d'animazione diretto da Bakshi, è basato sull'omonima striscia a fumetti di Robert Crumb e ha come protagonista Fritz, un gatto disinvolto, donnaiolo e fraudolento, in una New York abitata da animali antropomorfi negli anni 1960. Fritz decide per un capriccio di abbandonare il college, interagisce con i corvi afroamericani del centro città, inizia involontariamente una rivolta razziale e diventa un rivoluzionario di sinistra. Il film è una satira incentrata sulla vita universitaria americana dell'epoca, sulle relazioni razziali, sul movimento dell'amore libero e funge da critica alla rivoluzione politica controculturale e agli attivisti politici disonesti.
Il film ebbe una produzione travagliata poiché Crumb ebbe disaccordi con i realizzatori sul contenuto politico del film, che considerava critico nei confronti della sinistra. Prodotto con un budget di 700 000 dollari, il film provocò critiche da parte dei membri più conservatori dell'industria dell'animazione per l'utilizzo di parolacce e la raffigurazione di sesso e uso di droghe. La MPAA rese Fritz il gatto il primo film d'animazione vietato ai minori; tuttavia esso ottenne un grande successo di pubblico incassando oltre 90 milioni di dollari in tutto il mondo, e divenne così uno dei film indipendenti di maggior successo. Ben accolto dalla critica per la sua satira, i commenti sociali e l'animazione, fu però criticato per stereotipi razziali e per avere una trama mal sviluppata, oltre che per la sua rappresentazione di violenza, volgarità, sesso e uso di droghe nel contesto di un film d'animazione.
Un sequel, Le 9 vite di Fritz il gatto (1974), fu prodotto senza il coinvolgimento di Crumb o Bakshi.

## Trama
Nella versione originale, il protagonista Fritz è un gatto laureando che cerca di provare nuove esperienze per accrescere la sua conoscenza del mondo reale così da poterla riversare all'interno di poesie e libri; nella versione italiana ridoppiata (vedi sotto) è già laureato alla "università del sesso" e passa la maggior parte del tempo a correre dietro alle ragazze.
In apertura, viene inquadrato un parco pubblico pieno di musicanti che tentano di racimolare qualche soldo con la loro musica; tra questi c'è anche Fritz il gatto, con due suoi amici (un cane e un coniglio) che, vista la quantità di musicanti, non riescono a racimolare neanche un soldo e sono intenzionati a volersene andare. Alla vista di tre belle ragazze — una gatta con gli occhiali, una volpe e una cagnolina — Fritz e il suo gruppo riprendono a suonare le loro chitarre e a cantare sperando di attirare la loro attenzione, ma le tre sono interessate ad un nero (nella versione italiana, "meridionale") — qui visto come un corvo — e iniziano a parlargli delle loro passioni e studi: in particolare sono interessate alle lotte di classe (nella versione italiana, alla dieta).
Fritz, una volta abbandonata la sua chitarra, va a spiare le tre ragazze. Quando il nero dimostra di non essere interessato ai discorsi delle tre, né tantomeno alle tre ragazze dato che lui è un omosessuale, Fritz ne approfitta inscenando che gli sia accaduto qualcosa di grave e mettendosi a piangere in pubblico, attirando immediatamente l'attenzione delle ragazze.
Fritz continua il suo "dramma" spostandosi dal parco alle strade della città e incuriosendo ancora di più le ragazze, fino a dire loro che l'unico modo per salvare la sua anima è conoscere la pura verità (nella versione italiana le convince di essere superdotato); a questo punto le tre sono decise ad ogni costo a seguirlo e ad aiutarlo nella sua ricerca.
Fritz conduce le tre ragazze in un appartamento squallido gestito da un topo suo amico, il quale sta in una stanza con numerose persone intento a consumare fumo e droga; Fritz gli chiede una stanza libera ma l'unica a disposizione è un bagno. Avendo fatto entrare le tre ragazze in una vasca e avendole spogliate, fa credere loro che l'unico modo per raggiungere "l'illuminazione" è unirsi, durante l'atto verranno raggiunti da tutti gli amici di Fritz che cominceranno un'orgia lasciando in bianco proprio il giovane Fritz.
Le forze dell'ordine — due maiali — arrivano all'appartamento dopo aver ricevuto una soffiata, irrompono all'interno aggredendo e colpendo tutti violentemente e indiscriminatamente. Fritz nel frattempo ha provato la droga a basso costo che il topo aveva messo nella pipa e, preso dall'euforia, ruba la pistola dell'agente e allaga l'appartamento sparando sul water distruggendo le tubature. Per sfuggire alla polizia, Fritz si nasconde in una sinagoga dove degli ebrei — raffigurati come leoni — stanno pregando chiedendo silenzio a chiunque entri in quel luogo. La Polizia raggiunge la sinagoga e scopriamo che uno dei due maiali è ebreo (nella versione italiana è siciliano). Appena sentono alla radio che la guerra arabo-israeliana sta volgendo in loro favore e che le truppe americane ritorneranno in patria (nella versione italiana, la guerra è direttamente finita), gli ebrei iniziano a festeggiare e danzare coinvolgendo anche uno dei poliziotti, provocando l'ira del collega; Fritz a questo punto ne approfitta per scappare e dare inizio alla sua nuova vita.
Fritz torna all'università ma una volta qui deciderà di abbandonare gli studi per "vivere la vita". (Nella versione italiana trova un lavoro in un ufficio, ma si rende conto che questo suo nuovo e stressante stile di vita lo allontana da una vita divertente fatta di svago e sesso). Così dà alle fiamme l'edificio e si allontana.
Allontanatosi dall'università raggiunge il ghetto, dove scopre che i corvi non sono molto tolleranti con i gatti; riuscirà comunque a stringere amicizia con Duke, un gangster con la passione per il biliardo (nella versione italiana è un milanese proprietario di una fabbrica). Duke inizia una rissa con il proprietario del bar, che viene interrotta dallo sghignazzare di tutti i presenti per via delle espressioni "da gatto" di Fritz (nella versione italiana viene deriso perché si è atteggiato da duro). Sulla strada, Duke si accorge che una macchina ha ancora le chiavi inserite e quindi decide di rubarla, Fritz si mette alla guida correndo in modo spericolato per la città affermando di guidare come un corvo (nella versione italiana non sa guidare).
Dopo aver distrutto la macchina, Fritz viene portato a casa di uno spacciatore, ora sposato con l'ex-prostituta Bertha, per fargli provare droghe più costose (nella versione italiana lo spacciatore è un protettore e lei ancora esercita). Sotto gli effetti allucinogeni della droga finirà per avere un rapporto sessuale con Bertha, ma lo interrompe subito dopo aver avuto un'illuminazione. Diviene un sollevatore di masse e comincia a manifestare contro i poteri forti e la polizia, aizzandogli contro la popolazione afroamericana (nella versione italiana comincia una rivolta contro lo sfruttamento delle prostitute da parte della mafia). Durante questi scontri, Duke verrà ucciso da un colpo di pistola.
Fritz ora è un ricercato. Una volpina dai capelli rossi identificata come la sua fidanzata viene in suo soccorso (nella versione italiana viene specificato che si tratti della stessa volpe che attirò nella vasca da bagno per l'orgia di sesso e fumo, ma in realtà si tratta di due personaggi diversi, benché con lo stesso nome): dopo una piccola discussione decideranno di partire verso la West Coast, dove lei lavorerà come segretaria e lui potrà dedicarsi alla scrittura (nella versione italiana, torneranno in Italia e lei tenta di costringerlo a trovarsi un lavoro). Le differenze fra i due si fanno presto sentire, lei è una ragazza snob che apprezza i ristoranti di lusso e le catene industriali e lui invece un anarchico con il disprezzo per la globalizzazione (nella versione italiana lei è una ragazza all'antica).
Raggiunto il deserto del sud-ovest, la macchina finisce la benzina, e dopo un acceso litigio Fritz abbandona la fidanzata e si allontana lungo la strada alla ricerca di un passaggio.
Trova aiuto da parte di Blue (Carletto nell'edizione italiana), un coniglio motociclista, eroinomane, che lo coinvolge in una cellula terroristica. Durante l'incontro con gli altri membri della cellula: una lucertola sexy, sadica e psicopatica e un ambiguo serpente omosessuale incappucciato di nome John (che nel doppiaggio italiano si chiama Rudolph), Harriet (nella versione italiana Sophia), la cavalla fidanzata con Blue, cerca di attirare la sua attenzione ma riceve in cambio solo violenza. Fritz cerca di fermarli ma viene picchiato, sfregiato e costretto a guardare mentre Harriet viene violentata da tutti e tre i componenti della banda. Harriet ne esce traumatizzata e Fritz, non sapendo cosa fare e in parte spaventato, decide di seguire la cellula terroristica e di prendere parte al sabotaggio di una centrale elettrica.
Durante il tragitto verso la centrale, Fritz si rende conto che questa gente non sa cosa sia la vera rivoluzione e compie solo atti di sadismo, violenza e brutalità fine a sé stessa (nella versione italiana viene convinto dalla lucertola che unirà il "vero amore" alla "rivoluzione"). Una volta piazzata la bomba tenterà in tutti i modi di disinnescarla ma verrà coinvolto nell'esplosione.
Tempo dopo Fritz è ricoverato in un ospedale di Hollywood, il Los Angeles Hospital: lì riceve la visita di Harriet, divenuta monaca (nella versione italiana è solo travestita da suora), e delle tre ragazze di inizio film. Apparentemente in fin di vita, Fritz pronuncia le stesse parole con cui aveva attirato le ragazze ad inizio film, le quali però si rivelano stavolta tutte vere (nella versione italiana fa un monologo sul pentimento). Finito il discorso, Fritz sarà soddisfatto delle sue esperienze e darà inizio ad un rapporto sessuale con tutte e tre le ragazze.

## Distribuzione

### Edizione italiana
In Italia il film venne distribuito originariamente da Medusa il 25 ottobre 1972 con un primo doppiaggio italiano di cui non si conoscono molti dati, in cui Giancarlo Giannini interpretava il protagonista e, secondo la stampa dell'epoca, l'adattamento dei dialoghi era complessivamente fedele alla versione originale. Tuttavia quasi in contemporanea, di certo entro l'inizio del 1973, iniziò ad essere distribuita nelle sale anche una versione interamente ridoppiata, che per un periodo convisse con la precedente: questo ridoppiaggio è stato duramente criticato, in quanto la trama è modificata in vari punti e tutte le battute sull'attualità statunitense sono sostituite da gag su fatti e personaggi italiani. In particolare, Harlem viene tramutata in Little Italy, tutti i personaggi diventano immigrati italiani provenienti da varie regioni e quindi il linguaggio slang nella versione originale viene sostituito da vari dialetti italiani. Le canzoni originali sono sostituite da brani comici e scollegati dal film, eseguiti dal Quartetto Cetra.
Dopo la prima visione cinematografica, il primo doppiaggio non è più stato utilizzato ed oggi risulta irreperibile o perduto; le pubblicazioni in VHS e DVD e la riedizione cinematografica italiana del 1994 usano il ridoppiaggio. L'edizione in DVD include anche una traccia sottotitoli fedele alla versione originale.

### Edizioni home video
Negli Stati Uniti, il film è uscito in VHS e DVD per MGM, rispettivamente nel 1988 e nel 2001. Nel 2021 Fritz il gatto esce per la prima volta in Blu-ray per conto di Scorpion Releasing.
L'edizione italiana è stata distribuita in home video in VHS per il noleggio dalla Domovideo nel 1987 e poi per la vendita dalla RCS Films & TV nel dicembre 1995, mentre l'edizione DVD (che include il trailer come extra) è uscita il 9 novembre 2022, prodotta da Sinister Film e distribuita da Terminal Video Italia.